# Dictyanthus sepicola
Dictyanthus sepicola là một loài thực vật có hoa trong họ La bố ma. Loài này được (W.D.Stevens) W.D.Stevens mô tả khoa học đầu tiên năm 2000.